# Weberton Correia dos Santos
Weberton Correia dos Santos (sinh ngày 26 tháng 7 năm 1990) là một cầu thủ bóng đá người Brasil.

## Sự nghiệp câu lạc bộ
Weberton Correia dos Santos đã từng chơi cho Ventforet Kofu.